# دول (فرنسا)
 دول، (بالفرنسية: Dole)‏،، هي بلدية في إقليم جورا، في منطقة فرانش كونته في شرق فرنسا، وهي إحدى المقاطعات الفرعية ( لمحافظة سوس).

## توأمة
لدول (فرنسا) اتفاقيات توأمة مع كل من:
- لار
- Rouvroy, Belgium [الإنجليزية]‏
- سيستري ليفانتي
- Carlow [الإنجليزية]‏
- تازة
- نورثويتش [الإنجليزية]‏
- كوستروما
- تابور
- أولسيا دي مونتسيرات

## أعلام
- سيلين غارسيا
- لويس باستور
- أنطوان برون
- آن دي إكسينكتونج
- إدوارد بيوتين
- بياتريس الأولى
- ألبرشت فاغنر